# Dormans
Dormans és un municipi francès, situat al departament del Marne i a la regió del Gran Est. L'any 2007 tenia 2.979 habitants.

## Demografia

### Població
El 2007 la població de fet de Dormans era de 2.979 persones. Hi havia 1.305 famílies, de les quals 454 eren unipersonals (185 homes vivint sols i 269 dones vivint soles), 391 parelles sense fills, 371 parelles amb fills i 89 famílies monoparentals amb fills.
La població ha evolucionat segons el següent gràfic:
Habitants censats

### Habitatges
El 2007 hi havia 1.560 habitatges, 1.344 eren l'habitatge principal de la família, 61 eren segones residències i 155 estaven desocupats. 1.115 eren cases i 436 eren apartaments. Dels 1.344 habitatges principals, 782 estaven ocupats pels seus propietaris, 510 estaven llogats i ocupats pels llogaters i 52 estaven cedits a títol gratuït; 39 tenien una cambra, 105 en tenien dues, 260 en tenien tres, 374 en tenien quatre i 566 en tenien cinc o més. 925 habitatges disposaven pel capbaix d'una plaça de pàrquing. A 681 habitatges hi havia un automòbil i a 390 n'hi havia dos o més.

### Piràmide de població
La piràmide de població per edats i sexe el 2009 era:
| Homes | Edats   | Dones |
| ----- | ------- | ----- |
| 0     | 95 o +  | 20    |
| 4     | 90 a 94 | 12    |
| 12    | 85 a 89 | 44    |
| 12    | 80 a 84 | 44    |
| 48    | 75 a 79 | 68    |
| 92    | 70 a 74 | 104   |
| 52    | 65 a 69 | 60    |
| 72    | 60 a 64 | 120   |
| 80    | 55 a 59 | 48    |
| 116   | 50 a 54 | 104   |
| 100   | 45 a 49 | 120   |
| 88    | 40 a 44 | 104   |
| 120   | 35 a 39 | 104   |
| 120   | 30 a 34 | 108   |
| 108   | 25 a 29 | 116   |
| 92    | 20 a 24 | 76    |
| 108   | 15 a 19 | 68    |
| 132   | 10 a 14 | 72    |
| 76    | 5 a 9   | 104   |
| 96    | 0 a 4   | 92    |

## Economia
El 2007 la població en edat de treballar era de 1.865 persones, 1.390 eren actives i 475 eren inactives. De les 1.390 persones actives 1.235 estaven ocupades (675 homes i 560 dones) i 155 estaven aturades (71 homes i 84 dones). De les 475 persones inactives 153 estaven jubilades, 155 estaven estudiant i 167 estaven classificades com a «altres inactius».

### Ingressos
El 2009 a Dormans hi havia 1.370 unitats fiscals que integraven 2.991 persones, la mediana anual d'ingressos fiscals per persona era de 17.637 €.

### Activitats econòmiques
Dels 226 establiments que hi havia el 2007, 5 eren d'empreses extractives, 12 d'empreses alimentàries, 1 d'una empresa de fabricació de material elèctric, 11 d'empreses de fabricació d'altres productes industrials, 26 d'empreses de construcció, 56 d'empreses de comerç i reparació d'automòbils, 10 d'empreses de transport, 11 d'empreses d'hostatgeria i restauració, 1 d'una empresa d'informació i comunicació, 8 d'empreses financeres, 20 d'empreses immobiliàries, 19 d'empreses de serveis, 26 d'entitats de l'administració pública i 20 d'empreses classificades com a «altres activitats de serveis».
Dels 61 establiments de servei als particulars que hi havia el 2009, 1 era una oficina d'administració d'Hisenda pública, 1 gendarmeria, 1 oficina de correu, 4 oficines bancàries, 1 funerària, 4 tallers de reparació d'automòbils i de material agrícola, 1 taller d'inspecció tècnica de vehicles, 2 autoescoles, 3 paletes, 2 guixaires pintors, 6 fusteries, 4 lampisteries, 5 electricistes, 1 empresa de construcció, 6 perruqueries, 1 veterinari, 9 restaurants, 4 agències immobiliàries, 2 tintoreries i 3 salons de bellesa.
Dels 29 establiments comercials que hi havia el 2009, 3 eren supermercats, 2 grans superfícies de material de bricolatge, 3 fleques, 3 carnisseries, 1 una peixateria, 6 botigues de roba, 2 botigues d'equipament de la llar, 1 una botiga d'equipament de la llar, 1 una sabateria, 1 una botiga d'electrodomèstics, 1 una botiga de mobles, 1 una botiga de material de revestiment de parets i terra, 1 una perfumeria i 3 floristeries.
L'any 2000 a Dormans hi havia 110 explotacions agrícoles que ocupaven un total de 1.050 hectàrees.

## Equipaments sanitaris i escolars
El 2009 hi havia 2 farmàcies i 1 ambulància.
El 2009 hi havia 1 escola maternal i 1 escola elemental. Dormans disposava d'un col·legi d'educació secundària amb 460 alumnes.

## Poblacions més properes
El següent diagrama mostra les poblacions més properes.